# Zukva
Zukva este un sat din comuna Plužine, Muntenegru. Conform datelor de la recensământul din 2003, localitatea are 34 de locuitori (la recensământul din 1991 erau 49 de locuitori).

## Demografie
În satul Zukva locuiesc 23 de persoane adulte, iar vârsta medie a populației este de 34,0 de ani (33,2 la bărbați și 34,9 la femei). În localitate sunt 5 gospodării, iar numărul mediu de membri în gospodărie este de 6,80.
Această localitate este populată majoritar de sârbi (conform recensământului din 2003).
|  |

| Demografie | Demografie | Demografie |
| An         | Locuitori  | Locuitori  |
| ---------- | ---------- | ---------- |
|            |            |            |
|            |            |            |
|            |            |            |
|            |            |            |
| 1948       | 33         |            |
| 1953       | 34         |            |
| 1961       | 34         |            |
| 1971       | 36         |            |
| 1981       | 28         |            |
| 1991       | 49         | 49         |
| 2003       | 34         | 34         |

| \| Componența etnică conform recensământului din 2003[2] \| Componența etnică conform recensământului din 2003[2] \| Componența etnică conform recensământului din 2003[2] \| Componența etnică conform recensământului din 2003[2] \| Componența etnică conform recensământului din 2003[2] \| \| ----------------------------------------------------- \| ----------------------------------------------------- \| ----------------------------------------------------- \| ----------------------------------------------------- \| ----------------------------------------------------- \| \| \| \| \| \| \| \| Sârbi \| Sârbi \| \| 24 \| 70,58% \| \| Muntenegreni \| Muntenegreni \| \| 10 \| 29,41% \| \| necunoscută \| necunoscută \| \| 0 \| 0% \| |              |  |    |        |
| Componența etnică conform recensământului din 2003 |              |  |    |        |
| |              |  |    |        |
| Sârbi | Sârbi        |  | 24 | 70,58% |
| Muntenegreni | Muntenegreni |  | 10 | 29,41% |
| necunoscută | necunoscută  |  | 0  | 0%     |